# 鋸齒鯔
鋸齒鯔為輻鰭魚綱鯔形目鯔科的其中一種，分布於西大西洋區，從墨西哥、西印度群島至巴拿馬淡水及半鹹水水域，體長可達61公分，成魚棲息在河川上游，繁殖其實在河川下游產卵，屬草食性，以藻類為食，可做為食用魚。

## 擴展閱讀
維基物種上的相關：鋸齒鯔